# Ulan-Ude
Ulan-Ude (rusă Улан-Удэ) este un oraș din Republica Buriatia, Federația Rusă și are o populație de 359.391 locuitori. Orașul Ulan-Ude este capitala Republicii Buriatia. 